# Hormoaning
Hormoaning es el segundo EP de la banda de grunge estadounidense Nirvana lanzado por medio de Geffen Records en febrero de 1992. El EP fue lanzado únicamente en Japón y Australia para promocionar lo nuevo de la banda en estos dos países.
Notas:
- «Turnaround», «Son of a Gun» y «Molly's Lips» también aparecen en el álbum Incesticide.
- «D-7» también aparece en la versión británica del sencillo de «Lithium».
- «Aneurysm» y «Even in His Youth» también aparecen en el sencillo de «Smells Like Teen Spirit».
- «D-7» y «Aneurysm» también pueden ser encontradas en el disco #2 del álbum titulado With the Lights Out.
- Una versión de estudio diferente de «Aneurysm» puede ser encontrada en el álbum de rarezas titulado Incesticide.

## Lista de canciones
1. «Turnaround» (Devo) - 2:21
2. «Aneurysm» (Kurt Cobain/Krist Novoselic/Dave Grohl) - 4:49
3. «D-7» (Wipers) - 3:47
4. «Son of a Gun» (The Vaselines) - 2:50
5. «Even in His Youth» (Kurt Cobain/Krist Novoselic/Dave Grohl) - 3:07
6. «Molly's Lips» (The Vaselines) - 1:53

## Posiciones en listas
| Año  | Listado                               | Posición |
| ---- | ------------------------------------- | -------- |
| 1992 | Lista oficial de álbumes en Australia | N.º 2    |
| 1992 | Lista oficial de álbumes en Japón     | N.º 67   |

## Créditos
- Kurt Cobain: Voz y guitarra.
- Krist Novoselic: Bajo y coros.
- Dave Grohl: Batería y coros.